# Hausen ob Verena
Hausen ob Verena es un municipio alemán perteneciente al distrito de Tuttlingen, en el Estado federado de Baden-Wurtemberg. Tiene una población estimada, a fines de 2020, de 780 habitantes.
Está ubicado en la meseta de la Baar, entre la Selva Negra y el Jura de Suabia. El calificativo ob Verona refiere probablemente a una Santa llamada Verena (o Verónica) del siglo III.
En el municipio están ubicados los pueblos de Hausen ob Verena y Hohenkarpfen.

## Arte y cultura
El museo de la Fundación de Arte Hohenkarpfen se encuentra en Hausen ob Verena. Cada año tienen lugar allí de dos a tres exposiciones temporales de arte de los siglos XIX y XX.